# Life goes on (Dragon Ashの曲)
「Life goes on」（ライフ・ゴーズ・オン）は、Dragon Ashの10枚目のシングル。2002年1月23日にビクターエンタテインメント / HAPPY HOUSEから発売。

## 解説
- シングルとしては前作から約1年2ヶ月ぶりとなる作品。Steady&Co.での活動を経ての新作となった[4]。
- 「Life goes on」はJ-PHONE（後のヴォーダフォン、現ソフトバンクモバイル）「写メール」CMソング。
- シングルでは、1999年の「Grateful Days」以来通算2作目となるオリコンチャート1位を獲得[5]。同社累計売上は80万枚を記録、[3]「Grateful Days」に次ぐヒットとなる。
- 初回仕様盤はホログラムジャケット仕様で、ジャケットと同じイラストが描かれたステッカーを同封。

## 収録曲
- 全作詞・作曲：Kj　編曲：Dragon Ash

1. Life goes on
2. Snowscape
3. Be with you

## 収録アルバム
- 『The Best of Dragon Ash with Changes Vol.2』 (#1)
- 『LOUD & PEACE』 (#1,2)